# 布利克山
81°21′S 159°5′E / 81.350°S 159.083°E
布利克山（英語：Mount Blick）是南極洲的山峰，位於科茨地，屬於邱吉爾山脈的一部分，海拔高度超過1,400米，以新西蘭測量員命名，現時由南極條約體系管理。